# 류샤 (유도 선수)
류샤(중국어 간체자: 刘霞, 정체자: 劉霞, 병음: Liú Xiá, 한자음: 유하, 1979년 1월 6일~)는 중화인민공화국의 유도 선수이다.

## 경력
산둥성 칭다오시 출신이다.
1992년에 산둥성 소년 칭다오 체육 학교에서 유도 선수 생활을 시작했으며 1994년에 중국 여자 유도 국가대표로 선발되었다. 대한민국 대구에서 개최된 2003년 하계 유니버시아드에서 여자 유도 78kg급 금메달을 획득했으며 카자흐스탄 알마티에서 개최된 아시아 유도 선수권 대회에서 여자 78kg급 은메달을 획득했다.
2004년 하계 올림픽 여자 78kg급에서 은메달을 획득했고 쿠웨이트 쿠웨이트시티에서 개최된 2007년 아시아 유도 선수권 대회 여자 +78kg급 금메달을 획득했다.